# Jose Burgos

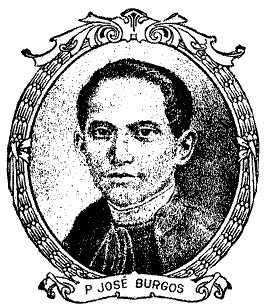
Jose Burgos

José Apolonio Burgos y García (* 9. Februar 1837 in Vigan, Ilocos Sur; † 17. Februar 1872 in Manila) war ein philippinischer Priester der römisch-katholischen Kirche, der sich für Reformen in der spanischen Kolonie der Philippinen einsetzte. Er gilt als ein Nationalheld der Philippinen.

## Leben
Jose Burgos war der Sohn des spanischen Offiziers Don José Tiburcio Burgos und der philippinischen Mestizin Florencia García. Nach dem Tod seiner Eltern zog er zu Verwandten nach Manila. Er erarbeitete sich zwei Doktortitel, die er an der theologischen Fakultät der Päpstlichen und Königlichen Universität des heiligen Thomas von Aquin in Manila erwarb. In seiner letzten Kirchenfunktion war er für die Abnahme der Priesterprüfungen im Erzbistum Manila verantwortlich und hatte in dieser Position auch Einfluss auf  Kirchenamtsberufungen. Wichtig wurde für ihn die Begegnung mit Priester Pedro Pelaez, dem Diözesanadministrator und Hauptpriester in der Kathedrale von Manila. Peleaz und Burgos hatten sich für eine Philippinisierung des Klerus auf den Philippinen eingesetzt, die sogenannte „Säkularisierungsbewegung“.
In diversen Publikationen, die zum Teil anonym erschienen, wendete er sich mit scharfer Zunge gegen rassistische Vorurteile und versuchte, die Kritik am philippinischen Klerus zu entkräftigen. Er kritisierte Bereicherungen, Habsucht und Unmoral der spanischen Mönche und wurde damit zu deren erklärtem Gegner. Eine Berufung in eine Zensurkommission lehnte der liberal gesinnte Burgos ab. Er trat stattdessen in führender Funktion einem Reformkomitee bei, das mit Straßendemonstrationen für liberale Rechtsreformen eintrat. Er arbeitete eng mit Mariano Gomez und Jacinto Zamora zusammen, die als das GOMBURZA-Trio in die philippinische Geschichte eingingen.
Jose Burgos wurde nach dem Cavite-Aufstand im Januar 1872 verhaftet. Er wurde der Subversion angeklagt, am 6. Februar schuldig gesprochen und zum Tode durch die Garotte verurteilt. Die Hinrichtung fand am 17. Februar 1872 auf dem Gelände des heutigen Rizal-Parks statt. Von der Hinrichtung ist überliefert, dass er beim Gang zur Exekutionsstätte von Emotionen gerührt war und weinte. In der großen Zuschauermenge grüßte er Freunde und Bekannte, was ihm wieder Kraft gab. Als der Henker vor ihm niederkniete und ihn bat, ihm sein Handeln zu vergeben, soll Burgos ihm geantwortet haben: „Es ist dir vergeben, mein Sohn. Ich weiß, dass du nur deine Pflicht tust. Verrichte deine Arbeit“. Burgos soll auf dem Garottestuhl Platz genommen haben, dann wider aufgestanden sein und gesagt haben: „Was habe ich nur verbrochen, um solch einen Tod zu verdienen? Gibt es denn keine Gerechtigkeit auf der Welt?“ Zwölf Mönche verschiedener Ordensgemeinschaften versuchen, ihn zu besänftigen und drücken ihn in den Exekutionsstuhl zurück. „Aber ich habe doch kein Verbrechen begangen!“, äußerte Burgos noch einmal. Ein Mönch entgegnete ihm: „Auch Christus war unschuldig!“. Ein letztes Mal betete Burgos: „Mein Gott und Vater, nimm in dein Herz die Seele eines Unschuldigen!“ Dann wurde die Exekution vollzogen.

## Nachleben
Der Tod des Gomburza-Trios empörte die philippinische Öffentlichkeit und inspirierte später die Bewegung der Illustrados und die Propagandabewegung philippinischer Studenten in Europa, die 1892 zur Gründung der Liga Filipina, des Katipunan und 1896 der philippinischen Revolution führte. José Rizal setzte Jose Burgos ein literarisches Denkmal in seinem Werk El Filibusterismo (Der Aufruhr). 

## Ehrungen
Nach Jose Burgos sind folgende Gemeinden auf den Philippinen benannt: 
- Burgos, Ilocos Norte
- Burgos, Ilocos Sur
- Burgos, Isabela
- Burgos, La Union
- Burgos, Pangasinan
- Padre Burgos, Quezon
- Padre Burgos, Southern Leyte
- Burgos, Surigao del Norte